# Teheran Challenger
Il Teheran Challenger è stato un torneo professionistico di tennis giocato su campi in terra rossa. Faceva parte dell'ATP Challenger Series. Si giocava annualmente a Teheran in Iran.

## Albo d'oro

### Singolare
| Anno | Campione        | Finalista            | Punteggio     |
| ---- | --------------- | -------------------- | ------------- |
| 2003 | Óscar Hernández | Jean-Claude Scherrer | 4–6, 6–4, 6–3 |
| 2004 | Mariano Puerta  | Melle Van Gemerden   | 6–3, 6–4      |

### Doppio
| Anno | Campioni                           | Finalisti                       | Punteggio |
| ---- | ---------------------------------- | ------------------------------- | --------- |
| 2003 | Daniel Köllerer Philipp Mullner    | Ivo Klec Josef Nesticky         | Walkover  |
| 2004 | Oliver Marach Jean-Claude Scherrer | Frank Moser Jean-Michel Péquery | 6–0, 6–0  |